# Rope worms
„Rope worms” (sau „ropeworms”) este un termen pseudoștiințific pentru a descrie bucăți lungi și subțiri de epiteliu intestinal deteriorat sau alte resturi intestinale care au fost eronat identificate ca fiind viermi paraziți umani. Acest concept a fost popularizat în 2013 în două lucrări autopublicate de Volinsky și Gubarev et al. În realitate, „rope worms” nu sunt paraziți veritabili, ci fragmente de membrană mucoasă eliminate din intestin, adesea în urma utilizării clismelor cu dioxid de clor (comercializate sub denumirea de „Miracle Mineral Supplement”) și a altor metode de „detoxifiere” ineficiente și toxice, cum ar fi clismele cu ulei esențial descrise de Volinsky et al.
Fenomenul apare din identificarea greșită a artefactelor intestinale expulzate din organism. Aceste „rope worms” sunt frecvent discutate pe forumuri și grupuri de Facebook dedicate autismului și medicinei alternative, unde imagini și testimoniale sunt împărtășite ca dovezi ale unor detoxificări reușite. De obicei, aceste grupuri promovează produse toxice sau ineficiente ca soluții pentru autism și alte afecțiuni medicale. Într-un grup de Facebook, de exemplu, 8.500 de membri au fost taxați cu 60 de dolari pentru a se alătura, rezultând un total de aproximativ 500.000 de dolari, ceea ce a generat îngrijorări cu privire la intențiile liderilor grupului.
Părinții care participă la aceste grupuri pot fi reticenți în a-și duce copiii la medic, chiar și atunci când reacțiile adverse severe la dioxidul de clor devin evidente, manifestându-se prin simptome precum vărsături, stare de rău, deshidratare și icter. Medicii și alți raportori obligatorii sunt, în general, obligați să raporteze suspiciunile de abuz asupra copiilor, inclusiv utilizarea clismelor cu dioxid de clor, către serviciile de protecție a copilului.